# شل ایرکرفت
شل ایرکرفت (به انگلیسی: Shell Aircraft) یک شرکت هواپیمایی است. دفتر مرکزی شل ایرکرفت در رتردام، هلند واقع شده‌است.